# Resolución 600 del Consejo de Seguridad de las Naciones Unidas
La resolución 600 del Consejo de Seguridad de las Naciones Unidas, adoptada por unanimidad el 19 de octubre de 1987, recomendó a la Asamblea General que a Nauru se le permitiese volverse parte del Estatuto de la Corte Internacional de Justicia si cumplían con las siguientes condiciones:
- (a) aceptación de las provisiones del Estatuto.
- (b) aceptación de todas las obligaciones de un miembro de las Naciones Unidas bajo el artículo 94 de la Carta.
- (c) comprometerse a contribuir con los gastos de la Corte con una cantidad razonable que la Asamblea General determinariá periódicamente previa consulta con el gobierno de Nauru.